# Adenia malangeana
Adenia malangeana är en passionsblomsväxtart som beskrevs av Hermann August Theodor Harms. Adenia malangeana ingår i släktet Adenia och familjen passionsblomsväxter. Inga underarter finns listade i Catalogue of Life.